# Noriaki Tsutsui
Noriaki Tsutsui (født 15. august 1976) er en tidligere japansk fodboldspiller.
Han har spillet for flere forskellige klubber i sin karriere, herunder Albirex Niigata og Tokushima Vortis.